# Kustsolfågel
Kustsolfågel (Anthreptes neglectus) är en fågel i familjen solfåglar inom ordningen tättingar.

## Utbredning och systematik
Fågeln förekommer i lågland i kustnära skogar i sydöstra Kenya, Tanzania och norra Moçambique. Den behandlas som monotypisk, det vill säga att den inte delas in i några underarter.

## Status
IUCN kategoriserar arten som livskraftig.